# 宮崎県立高鍋農業高等学校
宮崎県立高鍋農業高等学校（みやざきけんりつ たかなべのうぎょうこうとうがっこう）は、宮崎県児湯郡高鍋町大字上江に所在する公立の農業高等学校。旧高鍋藩の舞鶴城跡にあるため、お堀や大手門跡、明倫堂跡などの史跡がある。

## 設置学科
- 園芸科学科
- 畜産科学科
- 食品科学科
- フードビジネス科

## 沿革
- 1903年 児湯郡立高鍋農業学校として開校
- 1918年 宮崎県立高鍋農学校と改称
- 1948年 高鍋中学校および高鍋高等女学校との統合により宮崎県立高鍋高等学校が発足、川南分校を設置
- 1950年 富田分校を設置
- 1952年 宮崎県立高鍋農業高等学校として独立
- 1953年 川南分校が宮崎県立川南高等学校として独立
- 1962年 富田分校を廃止
- 1969年 川南高等学校を川南分校として設置
- 1993年 川南分校を廃止
- 2003年 創立100周年および文科省指定農業経営者養成高等学校40周年記念式典を挙行
- 2010年 秋篠宮御夫妻と佳子様が、同校を訪問。

## 姉妹校
- 山形県立置賜農業高等学校
- 福岡県立朝倉農業高等学校

## 著名な卒業生
- 戸敷正 - 元佐土原町長、宮崎市長
- 上杉光弘 - 元参議院議員
- 黒木博 - 元宮崎県知事
- 永友一美 - 元宮崎県議会副議長
- 三樹加奈 - 女子ラグビー選手